# Joachim Kunstmann
Joachim Kunstmann (* 15. Februar 1961 in Münster/Westf.) ist ein deutscher evangelischer Theologe, Religionspädagoge und Kulturwissenschaftler. Er lehrt an der Pädagogischen Hochschule Weingarten. Einen Schwerpunkt seines Denkens und Arbeitens bildet die Reflexion christlicher Religiosität in der Gegenwart angesichts der schwindenden Relevanz von Kirche.

## Leben
Kunstmann besuchte Gymnasien in Weiden und Weißenburg. Nach dem Abitur 1980 studierte er evangelische Theologie in Erlangen, Hamburg und München. Er arbeitete auch als Pfarrer in Ismaning und Fürstenfeldbruck sowie als Religionslehrer in Freising.
1996 promovierte er mit einer Arbeit zum Christentum in der Optionsgesellschaft an der Ludwig-Maximilians-Universität München, 2000 folgte die Habilitation an der Universität Bayreuth. 2004 wurde er auf die C4-Professur für Religionspädagogik an der PH Weingarten berufen.

## Schriften (Auswahl)
Monografien
- Christentum in der Optionsgesellschaft. Postmoderne Perspektiven. Deutscher Studien-Verlag, Weinheim 1997, ISBN 3-89271-669-2 (Zugleich: Dissertation, Universität München, 1996).
- Religion und Bildung. Zur ästhetischen Signatur religiöser Bildungsprozesse (= Religionspädagogik in pluraler Gesellschaft. Band 2). Gütersloher Verlagshaus/Herder, Gütersloh/Freiburg i. Br. 2002, ISBN 3-579-05291-8 bzw. ISBN 3-451-27887-1 (Zugleich: Habil.-Schrift, Universität Bayreuth, 2000).[3][4][5]
- Religionspädagogik. Eine Einführung. Francke, Tübingen/Basel [ca. 2004], ISBN 3-7720-3007-6 (3. Aufl. 2024 u.d.T.: Religionspädagogik. Einführung und Überblick).
- Rückkehr der Religion. Glaube, Gott und Kirche neu verstehen. Gütersloher Verlagshaus, Gütersloh 2010, ISBN 978-3-579-08036-9.
- Leben eben! Religion für Sinnsucher – eine Anleitung. Gütersloher Verlagshaus, Gütersloh 2014, ISBN 978-3-579-08156-4.
- Ein Ort für das Leben. Der Weg zur religiösen Erneuerung der Kirche. Gütersloher Verlagshaus, Gütersloh 2022, ISBN 978-3-579-07482-5.
- Subjektorientierte Religionspädagogik. Plädoyer für eine zeitgemäße religiöse Bildung. Calwer Verlag, Stuttgart 2018, ISBN 978-3-7668-4463-7 (2. Aufl. 2024).[6]

Herausgeberschaften
- mit Hans-Ferdinand Angel et al.: Religiosität. Anthropologische, theologische und sozialwissenschaftliche Klärungen. Kohlhammer, Stuttgart 2006, ISBN 3-17-019326-0.
- mit Ingo Reuter: Sinnspiegel. Theologische Hermeneutik populärer Kultur. Schöningh, Paderborn [u. a.] 2009, ISBN 978-3-506-76674-8.
- Eugen Drewermann: Heilende Religion. Überwindung der Angst. Herder, Freiburg i. Br. [u. a.] 2013, ISBN 978-3-451-06555-2.